# Pyura hebridensis
Pyura hebridensis is een zakpijpensoort uit de familie van de Pyuridae. De wetenschappelijke naam van de soort werd in 2003 voor het eerst geldig gepubliceerd door het echtpaar Claude en Françoise Monniot.